# Port lotniczy Batin
Port lotniczy Batin (IATA: AZI, ICAO: OMAD) – port lotniczy położony 2 km od miasta Abu Zabi, w emiracie o tej samej nazwie, w Zjednoczonych Emiratach Arabskich. Używany do celów wojskowych i cywilnych.